# Adanggaman
Adanggaman è un film del 2000 diretto da Roger Gnoan M'Bala.

## Trama
Nel diciassettesimo secolo, un villaggio africano del Golfo di Guinea (o in un villaggio della Costa d'Avorio, sembra miracolosamente essere sfuggito alla caccia di schiavi del potente re Adanggaman, tiranno accecato dalla passione per l'oro, dal potere e dal rum.
Il vecchio N'Go, che comanda in casa con spirito di casta e senza dividere con altri la propria autorità, tenta di imporre al figlio Ossei come moglie Adjo, figlia di una famiglia benestante. Ribelle e di temperamento indipendente, Ossei rifiuta di sottomettersi all'autorità paterna perché ama Mawa. Una notte, al culmine del conflitto familiare, il giovane abbandona il villaggio. Proprio quella notte le amazzoni di Adanggaman lo attaccano, mettendolo a ferro e fuoco, catturando uomini, donne, bambini. La famiglia di Ossei viene sterminata: l'unica che si salva è sua madre, Mô Akassi.
Inseguendo gli assalitori per cercare di liberare la madre, Ossei fa amicizia con una feroce guerriera di nome Naka. Con il suo aiuto, si introdurrà tra i prigionieri, riuscendo a liberare la sua gente.

## Produzione
Il film fu prodotto da Abyssa Film, Amka Films Productions, Canal+ Horizons, Direction de la Cinematographie Nationale, Fabrica, IMTM Films, Renardes Productions, Televisione Svizzera Italiana (TSI).

## Distribuzione
Fu presentato in prima il 31 agosto 2000 alla Mostra internazionale d'arte cinematografica. Il 12 settembre, il film fu proiettato al Toronto International Film Festival e, il 25 gennaio 2001, al Festival di Rotterdam. Quindi al Festival di Hong Kong (13 aprile 2001), al Festival di Sydney (20 giugno 2001), a New York (11 luglio 2001). In Italia, venne distribuito nelle sale cinematografiche il 21 settembre 2001. Passò poi in Canada, al Festival di Vancouver (2 ottobre), in Norvegia (Festival di Bergen, 19 ottobre), nella Corea del Sud (Pusan International Film Festival, 12 novembre 2001), nella Repubblica Ceca (Febio Film Festival, 2 aprile 2005) e in Argentina (Festival del Mar de la Plata, 10 marzo 2006)

## Riconoscimenti
- Nel 2000, al Festival di Amiens, il regista Roger Gnoan M'Bala vinse il Premio Speciale della Giuria e l'attore Ziable Honoré Goore Bi il premio come Miglior Attore.
- Nel 2001, il film vinse al Festival di Marrakech il Premio Speciale della Giuria e Roger Gnoan M'Bala fu candidato per la Stella d'Oro.
- Nello stesso anno, al Festival di Ouagadougou, Albertine N'Guessan vinse il premio per la Miglior Attrice e il direttore della fotografia Mohammed Soudani quello per la fotografia.